# أوكرانيا والسلاح النووي
كانت أوكرانيا قبل عام 1991 جزءًا من الاتحاد السوفياتي وامتلكت أسلحة نووية سوفياتية في أراضيها. في 1ديسمبر 1991، صوّتت أوكرانيا- ثاني أقوى جمهورية في الاتحاد السوفياتي- بأغلبية ساحقة للاستقلال، ما أنهى أي فرصة واقعية لبقاء الاتحاد السوفياتي مترابطًا حتى على نطاق محدود. عبّر أكثر من 90% من الناخبين عن تأييدهم لإعلان استقلال أوكرانيا وانتخبوا رئيس البرلمان ليونيد كرافتشوك كأول رئيس للبلاد. في الاجتماعات التي عقدت في بريست في بيلاروسيا في 8 ديسمبر وفي ألماتي في 21 ديسمبر، أعلن زعماء بيلاروسيا وروسيا وأوكرانيا عن حل الاتحاد السوفيتي بشكل رسمي، وشكّلوا ما أطلق عليه اسم رابطة الدول المستقلة (سي آي إس).
بعد تفكك الاتحاد السوفياتي، احتفظت أوكرانيا بنحو ثلث ترسانة الأسلحة النووية السوفياتية على أراضيها، وكانت ثالث أكبر ترسانة في العالم في ذلك الوقت، بالإضافة إلى معدّات هامة لتصميمها وإنتاجها. بقي على الأراضي الأوكرانية نحو 130صاروخ باليستي عابر للقارات من نوع «يو آر-100إن»، بستة رؤوس حربية، و46 صاروخ باليستي عابر للقارات من نوع «آر تي-23» مع عشرة رؤوس حربية، بالإضافة إلى 33 قاذفة ثقيلة، وبالمجموع بقي نحو 1700 رأس حربي على الأراضي الأوكرانية. كانت هذه الأسلحة رسميًّا تحت سيطرة رابطة الدول المستقلّة. في عام 1994 وافقت أوكرانيا على تدمير الأسلحة والانضمام إلى معاهدة الحد من انتشار الأسلحة النوّوية.

## نزع السلاح النووي
توقَّع الباحث في العلاقات الدولية جون ميرشايمر أن بقاء أوكرانيا دون أي سلاح رادع نووي يعني تعرّضها للعدوان من الجانب الروسي، لم يحظَ هذا الرأي بشعبية في ذلك الوقت، لم يؤيّده سوى الأقلية.
تقول دراسة أجريت عام 2016 إن نزع السلاح النووي في أوكرانيا لم يكن كما وُصَف «خطأ غبي»، ولا نستطيع التأكيد أن أوكرانيا ستكون بحال أفضل في حال بقي السلاح النووي. تجادل الدراسة بأن الدفع باتجاه الاستقلال الأوكراني هَدَف لجعلها دولة غير نووية. لن تستثني الولايات المتحدة أوكرانيا من بين دول الاتحاد السوفياتي السابق مثل بيلاروسيا وكازاخستان، عندما يتعلق الأمر بنزع السلاح النووي، كما تشكّل القدرة الرادعة للأسلحة النووية في أوكرانيا موضع تساؤل، إذ كان يتعين على أوكرانيا أن تقضي ما بين 12إلى 18شهرًا للتحكّم بشكل كامل بتشغيل الترسانة النووية التي خلّفها الروس. وصل مدى الصواريخ من 5آلاف إلى 10آلاف كم (صُمّمَت لاستهداف الولايات المتحدة في البداية)، ما يعني إمكانية إعادة تصويبها لضرب أقصى شرق روسيا. عُطّلَت الصواريخ الجوية التي أطلقها الروس من قبل الروس أنفسهم خلال انهيار الاتحاد السوفيتي، وحتى لو استطاع الأوكرانيين إعادة تشغيلها، فمن غير المرجح أن يكون لها تأثير وقدرة رادعة. ولو قررت أوكرانيا فرض تحكّم كامل بتشغيل الأسلحة النووية، لكانت قد واجهت عقوبات من قبل الغرب وربما حتى سحب الاعتراف الدبلوماسي من قبل الولايات المتحدة وحلفاء آخرين في حلف شمال الأطلسي. وكان من المرجح أن تواجه أيضًا ردودًا عدوانية وانتقامية من جانب روسيا. وكانت أوكرانيا ستكافح الأمرّين أيضًا لاستبدال الأسلحة النووية بمجرد انتهاء مدة صلاحيتها، إذ لم يكن لدى أوكرانيا برنامج أسلحة نووية. وفي المقابل، حصلت أوكرانيا على تعويض مالي، وضمانات أمنية بموجب مذكرة بودابست، مقابل تخلّيها عن الأسلحة النووية.

## مذكّرة بودابست
في 5 ديسمبر 1994، وقّع زعماء كل من أوكرانيا، وروسيا الاتّحادية، وبريطانيا، والولايات المتحدة مذكّرة بودابست، لتزويد أوكرانيا بضمانات أمنية فيما يتعلق بانضمامها إلى معاهدة الحد من انتشار السلاح النووي كدولة غير حائزة على الأسلحة النووية. وقّعت الأطراف الأربعة المذكرة التي تحتوي على مقدّمة وست فقرات. تنص المذكرة على ما يلي:
ترحّب الولايات المتحدة الأمريكية، وروسيا الاتّحادية، والمملكة المتحدة، وأيرلندا الشمالية، بانضمام أوكرانيا إلى معاهدة الحد من انتشار الأسلحة النووية كدولة غير حائزة على الأسلحة النووية، آخذين بالاعتبار التزام أوكرانيا بالقضاء على جميع الأسلحة النووية على أراضيها في غضون فترة زمنية محددة. بالنظر إلى التغييرات التي طرأت على الوضع الأمني في جميع أنحاء العالم، بما في ذلك نهاية الحرب الباردة، نشأت ظروف تحتّم علينا الحد من انتشار السلاح النووي.
- تؤكّد كل من روسيا الاتّحادية، والمملكة المتحدة لبريطانيا العظمى، وأيرلندا الشمالية، والولايات المتحدة الأمريكية، التزامها بمبادئ الوثيقة الختامية لمؤتمر الأمن والتعاون في أوروبا، وباحترام الاستقلال والسيادة والحدود الحالية لأوكرانيا.
- تؤكّد كل من روسيا الاتحادية، والمملكة المتحدة لبريطانيا العظمى، وأيرلندا الشمالية، والولايات المتحدة الأمريكية، على التزامها بالامتناع عن التهديد باستعمال القوة أو استعمالها ضد السلامة الإقليمية أو الاستقلال السياسي لأوكرانيا، وبأنها لن تستخدم أيًا من أسلحتها ضد أوكرانيا، إلا للدفاع عن النفس، أو أي استخدام آخر يوافق عليه ميثاق الأمم المتحدة.
- تؤكد روسيا الاتّحادية، والمملكة المتحدة لبريطانيا العظمى، وأيرلندا الشمالية، والولايات المتحدة الأمريكية من جديد على التزامها تجاه أوكرانيا، وفقًا لمبادئ الوثيقة الختامية لمؤتمر الأمن والتعاون في أوروبا، وبالامتناع عن أي عمل اقتصادي يهدف إلى إخضاع أوكرانيا لمصالح هذه الدول.
- تعيد روسيا الاتّحادية، والمملكة المتحدة لبريطانيا العظمى، وأيرلندا الشمالية، والولايات المتحدة الأمريكية التأكيد على التزامها بطلب إجراء فوري من مجلس الأمن التابع للأمم المتحدة لتقديم المساعدة لأوكرانيا، كدولة غير حائزة للأسلحة النووية، وطرف في معاهدة عدم انتشار الأسلحة النووية، إذا وقعت أوكرانيا ضحيةً لعمل عدواني، أو هدفًا لعدوان اُستخدمَت فيه الأسلحة النووية.
- تؤكد روسيا الاتّحادية، والمملكة المتحدة لبريطانيا العظمى، وأيرلندا الشمالية، والولايات المتحدة الأمريكية من جديد، التزامها بعدم استخدام الأسلحة النووية ضد أي دولة غير حائزة على الأسلحة النووية، وطرف في معاهدة الحد من انتشار الأسلحة النووية، إلا في حالة الهجوم على أراضيها، أو أقاليمها أو الأقاليم التابعة لها، أو قواتها المسلحة أو حلفائها، من قبل هذه الدولة بالاشتراك أو بالتحالف مع دولة حائزة على أسلحة نووية.
- تتشاور كل من أوكرانيا، وروسيا الاتّحادية، والمملكة المتحدة لبريطانيا العظمى، وأيرلندا الشمالية، والولايات المتحدة الأمريكية عند ظهور أي مشكلة تضع هذه التزامات موضع تساؤل وشكّ.

## ضم شبه جزيرة القرم عام 2014
على الرغم من ضم روسيا المزعوم لشبه جزيرة القرم، الذي رفضته الجمعية العامة للأمم المتحدة، واعتبرته غير صحيح، أكّدت حكومة أوكرانيا في عام 1994 على قرارها بالانضمام إلى معاهدة الحد من انتشار الأسلحة النووية كدولة غير حائزة على الأسلحة النووية.
صرّح بافلو ريزانينكو (عضو البرلمان الأوكراني) لصحيفة «يو إس إيه توداي»، بأنّه قد يتعيّن على أوكرانيا أن تسلّح نفسها بأسلحتها النووية إذا لم تقم الولايات المتحدة وقادة العالم الآخرون بإيقاف ما يحدث. وقال: «لقد تخلينا عن الأسلحة النووية بسبب هذا الاتفاق، والآن هناك شعور قوي في أوكرانيا بأننا ارتكبنا خطأً كبيرًا. نحتاج في المستقبل إلى أوكرانيا أقوى من تلك الموجودة اليوم، بغض النظر عن كيفية حل الوضع في شبه جزيرة القرم. وإذا كان لديك أسلحة نووية، لن يستطيع الآخرون غزو بلدك».
في 13ديسمبر 2014، صرّح الرئيس الأوكراني بيترو بوروشينكو بأنه لا يريد أن تصبح أوكرانيا دولة حائزة على سلاح نووي مرة أخرى.

## معرض صور

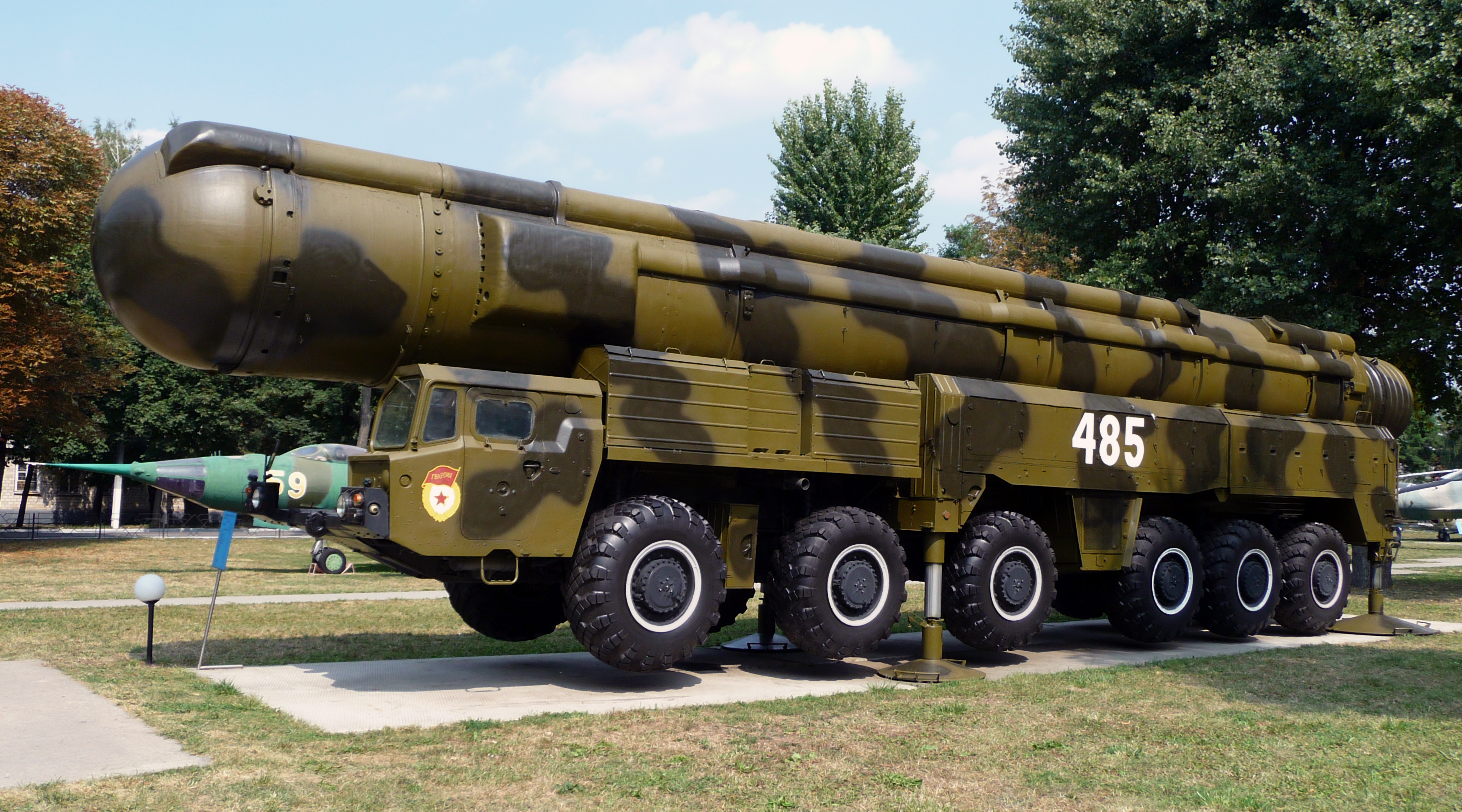
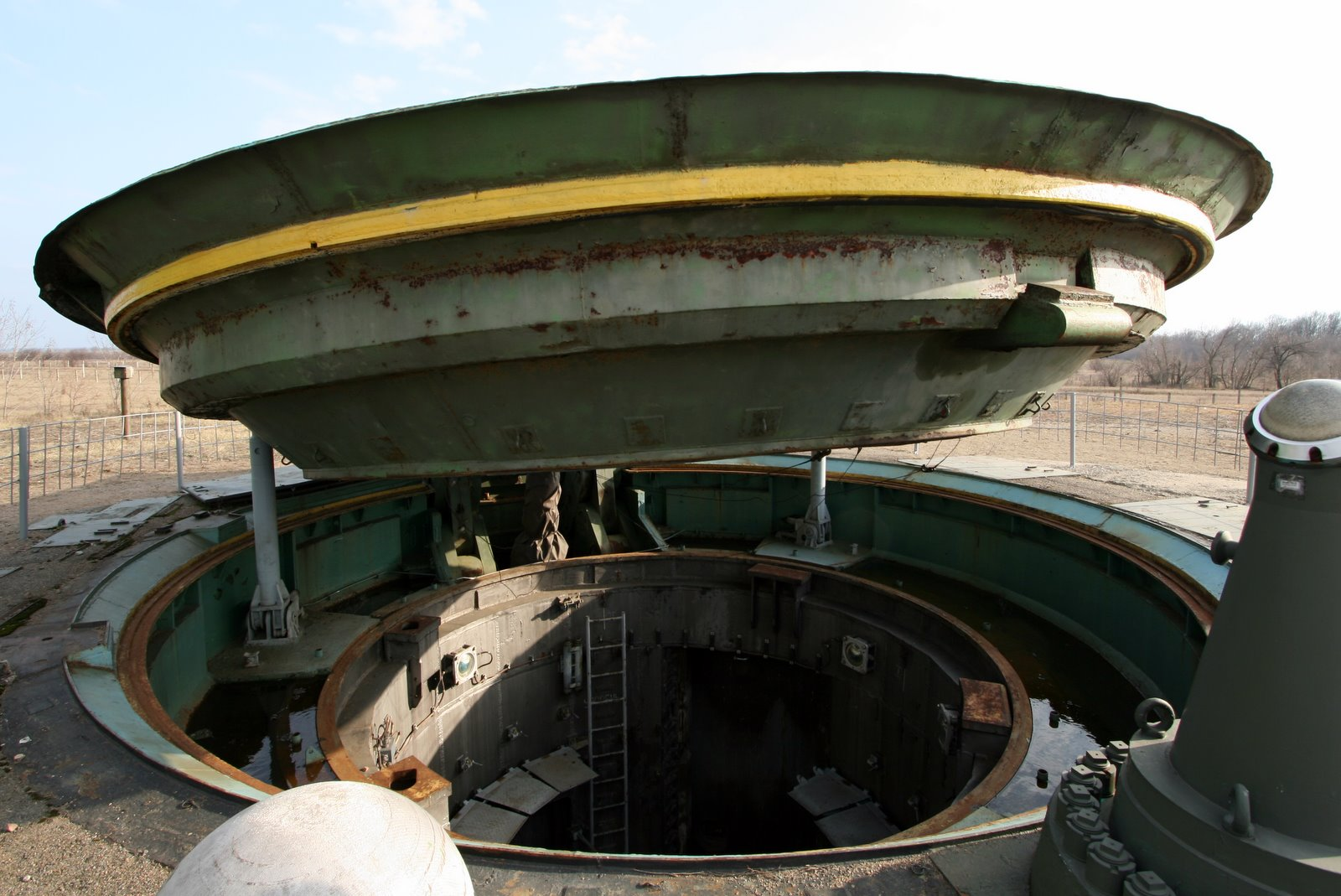
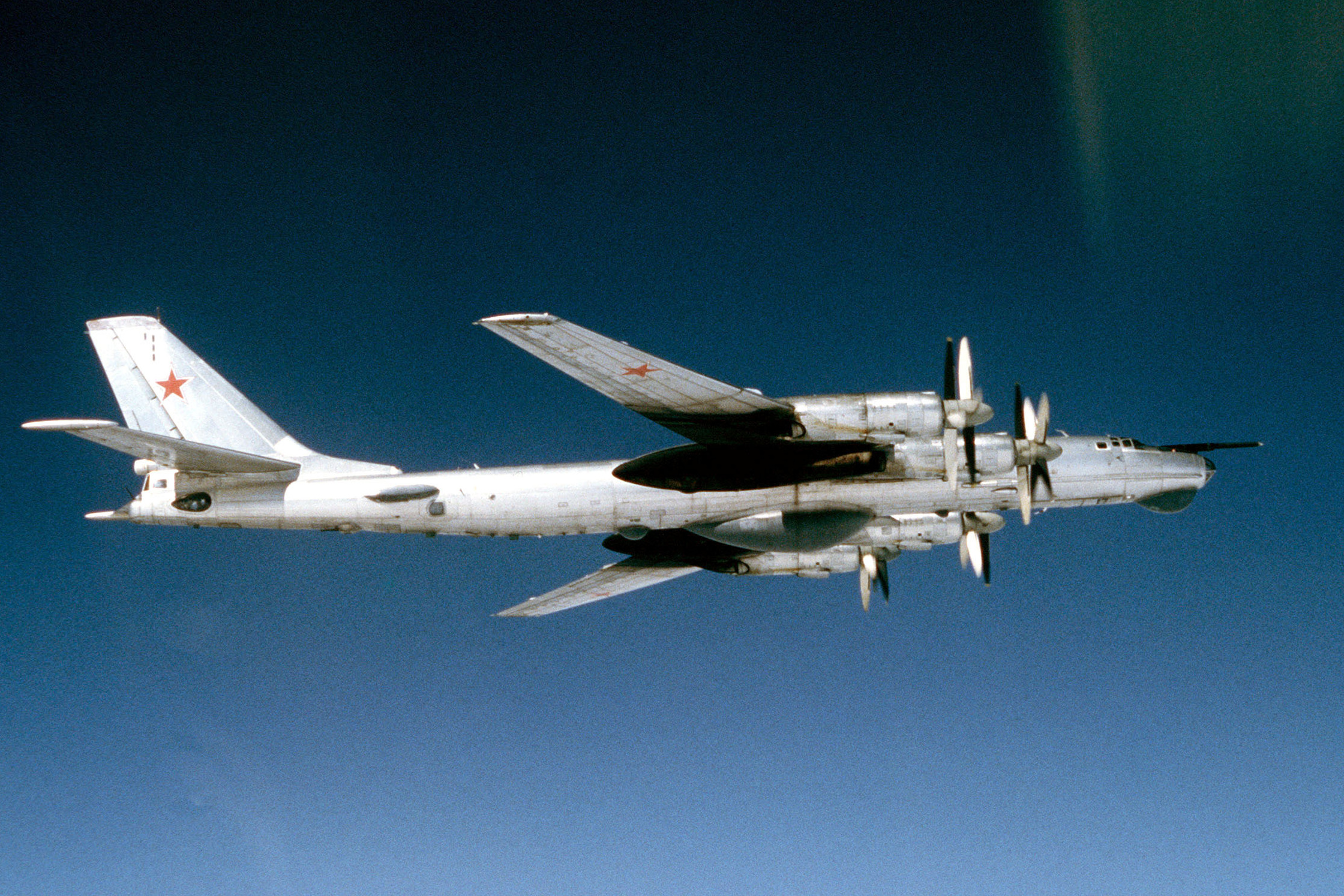
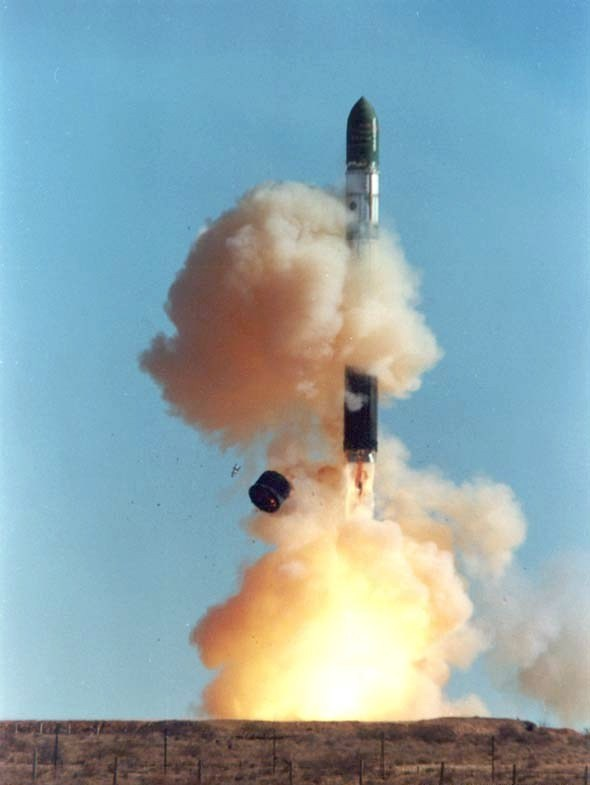